# 米哈伊洛夫角 (南桑威奇群島)
米哈伊洛夫角（英語：Mikhaylov Point），是南極洲的海岬，位於南桑威奇群島，處於維索科伊島南端，在1953年由英國南極名稱諮詢委員會命名，由英國海外領土管轄。